# اس‌ام یوسی-۱۶
اس‌ام یوسی-۱۶ (به انگلیسی: SM UC-16) یک زیردریایی بود که طول آن ۱۶۱ فوت ۱۱ اینچ (۴۹٫۳۵ متر) بود. این زیردریایی در سال ۱۹۱۶ ساخته شد.